# Gabriel Basso
Louis Gabriel Basso III (Saint Louis, 1994. december 11. –) amerikai színész.
Pályafutását gyerekszínészként kezdte, majd 2010–2013 között a Showtime The Big C – A nagy C című sorozatának állandó szereplője lett. A mozivásznon a Super 8 (2011) és A nyár királyai (2013) című filmekben tűnt fel. 2020-ban JD Vance-t formálta meg a Vidéki ballada az amerikai álomról című drámában. 2023-ban a Netflix Éjjeli ügynök című akcióthriller-sorozatának címszerepét kapta meg.

## Fiatalkora és családja
A Missouri állambeli Saint Louisban született, Marcie és Louis J. Basso gyermekeként. Két nővérével, Alexandria és Annalise Basso színésznőkkel együtt magántanuló volt. Családja a Missouri állambeli St. Charlesban lévő Grace Doctrine templomba járt. Basso profi focista akart lenni, mielőtt felfedezte volna a színészetet.

## Filmográfia

### Film
| Év   | Magyar cím                         | Eredeti cím                   | Szerep                                                   | Magyar hang   |
| ---- | ---------------------------------- | ----------------------------- | -------------------------------------------------------- | ------------- |
| 2007 | Ne hagyd magad, Bill!              | Meet Bill                     | rákos kisgyerek (stáblistán nem szerepel)                |               |
| 2007 |                                    | Alice Upside Down             | osztálytárs / színházi klubtag (stáblistán nem szerepel) |               |
| 2009 |                                    | Alabama Moon                  | Hal Mitchell                                             |               |
| 2011 | Super 8                            | Super 8                       | Martin Read                                              | Baráth István |
| 2013 | A nyár királyai                    | The Kings of Summer           | Patrick Keenan                                           | Czető Roland  |
| 2014 |                                    | The Hive                      | Adam Goldstein                                           |               |
| 2015 | Gyilkos gimi                       | Barely Lethal                 | Gooch                                                    | Jakab Márk    |
| 2015 | Gyilkos gimi                       | Barely Lethal                 | Gooch                                                    | Czető Roland  |
| 2015 |                                    | Ithaca                        | Tobey George                                             |               |
| 2015 |                                    | Anatomy of the Tide           | Kyle Waterman                                            |               |
| 2016 |                                    | American Wrestler: The Wizard | Jimmy Petersen                                           |               |
| 2016 | A teljes igazság                   | The Whole Truth               | Mike Lassiter                                            | Baráth István |
| 2020 | Vidéki ballada az amerikai álomról | Hillbilly Elegy               | JD Vance                                                 | Király Dániel |
| 2024 | Hívatlanok – Első fejezet          | The Strangers: Chapter 1      | Gregory                                                  |               |
| 2024 | Robbanáspont                       | Trigger Warning               | Mike                                                     | Baráth István |
| 2024 | Kettes számú esküdt                | Juror #2                      | James Sythe                                              | Király Dániel |

### Televízió
| Év        | Magyar cím            | Eredeti cím                                 | Szerep               | Megjegyzések                                     |
| --------- | --------------------- | ------------------------------------------- | -------------------- | ------------------------------------------------ |
| 2009      | iCarly                | iCarly                                      | ál-Freddie           | 1 epizód                                         |
| 2009      |                       | Eastwick                                    | Elliot               | 1 epizód                                         |
| 2010      | A semmi közepén       | The Middle                                  | Rodney Glossner      | 1 epizód                                         |
| 2010      | Félelem és Shrekketés | Scared Shrekless                            | tinédzser (hangja)   | rövidfilm                                        |
| 2010–2013 | The Big C – A nagy C  | The Big C                                   | Adam Jamison         | 40 epizód                                        |
| 2011      |                       | R. L. Stine's The Haunting Hour: The Series | Teddy                | 1 epizód                                         |
| 2012      | Észlelés              | Perception                                  | Billy Mitchell       | 1 epizód                                         |
| 2014      |                       | The Red Road                                | Brian Rogers         | 1 epizód                                         |
| 2023–     | Éjjeli ügynök         | The Night Agent                             | Peter Sutherland Jr. | - főszereplő - magyar hangja: - Lengyel Benjámin |

## Fordítás
- Ez a szócikk részben vagy egészben  a   Gabriel Basso című angol Wikipédia-szócikk ezen változatának fordításán alapul.  Az eredeti cikk szerkesztőit annak laptörténete sorolja fel. Ez a jelzés csupán a megfogalmazás eredetét és a szerzői jogokat jelzi, nem szolgál a cikkben szereplő információk forrásmegjelöléseként.